# Американа (фильм)
«Американа» (англ. Americana) — американский фильм 1983 года Дэвида Кэррадайна, который выступил в качестве режиссёра, продюсера, а также сыграл главную роль.
В основу сценария и истории, написанных Ричардом Карром, легла часть рассказа Генри Мортона Робинсона «Идеальный круг» (англ. The Perfect Round), изданного в 1947 году. Действие романа происходит после Второй мировой войны, однако сюжет фильма повествует о ветеране Вьетнама, одержимом капитальной починкой заброшенной карусели.
Во время показа на независимом отделении Directors' Fortnight Каннского кинофестиваля 1981 года фильм получил награду «Выбор народа». Финансируя фильм самостоятельно, Кэррадайн отснял большую часть фильма ещё в 1973 году за 18 дней, при помощи команды, состоявшей из 26 человек, большей частью его родственников и друзей. Из-за проблем с финансированием и распространением фильм вышел лишь в 1983 году. Он был тепло принят зрителями, однако встретил негативную реакцию критиков.

## Сюжет
Капитан зелёных беретов в отставке (Кэррадайн), только что вернувшийся с Вьетнамской войны, блуждает по штату Канзас и забредает в небольшой городишко Дрери. Здесь он находит заброшенную карусель, которую решает починить. По предположению кинокритика Чарльза Чаплина: «Символизм, показанный на примере человека, собирающегося построить нечто радостное после того, как он принимал участие в бойне и разрушениях войны». Это вызывает различную реакцию у горожан: некоторые поддерживают его, в то время как другие мешают. Среди его сторонников два местных предпринимателя: владелец скобяной лавки (Арнольд Херцштайн) и хозяин заправки Майк (Майкл Грин). Они оба дают ветерану работу, а также инструменты для ремонта карусели. Ещё одним человеком, помогающим ветерану, является девушка-подросток (Барбара Херши), которая изначально смотрела за ремонтом издалека и убегала, будучи увиденной. Набравшись смелости, она принесла солдату еду и ящик инструментов её отца. Трое же местных подростков постоянно мешают ветерану, жестоко подшучивая над ним и его попытками.
На досуге Майк настойчиво приглашает ветерана посмотреть на его любимое развлечение в городе — подпольные петушиные бои, которые сам и ведёт. Возмущённый кровавым спортом капитан собирается уйти, но Майк пытается его удержать и ветеран с силой толкает его на ринг. Поздно ночью подростки, понявшие что Майк не станет больше вступаться за своего нового друга, пробрались к наполовину отремонтированной карусели, на которой спал ветеран, и избили его, а саму карусель протаранили на бульдозере.
Утром капитан покидает город чтобы забрать своё жалование за полгода. Вернувшись, новый работник скобяной лавки сообщает ему что у владельца на днях случился сердечный приступ. Накупив необходимых инструментов и деталей он принимается за работу с удвоенной энергией. Поняв, что для запуска карусели ему не хватает лишь шестерёнки, которую он ещё до ссоры с Майком заказал у друга Майка, ветеран направляется к нему. Но Майк предлагает ему сделку — деталь в обмен на участие в поединке с бойцовой собакой. Неохотно он соглашается и во время схватки убивает пса. Вставив деталь он кладёт пса на сиденье карусели, запускает её и уходит прочь. Местные жители, большая часть которых присутствовала на поединке, сначала смотрят на карусель, а затем начинают занимать на ней места.

## Актёры
| Актёр              | Роль                     |
| ------------------ | ------------------------ |
| Дэвид Кэррадайн    | американский солдат      |
| Барбара Херши      | дочь Джесс               |
| Майкл Грин         | Майк                     |
| Арнольд Херцштайн  | старый владелец магазина |
| Джон Блис Бэрримор | Джон                     |
| Сэнди Айнон        | Сэнди                    |
| Грег Уолкер        | Грег                     |
| Брюс Кэррадайн     | коп                      |
| Гленна Уолтерс     | пожилая леди             |
| Дэвид Керн         | работник свалки          |
| Клэр Таунсенд      | лейтенант                |
| Фрэн Райан         | подполковник             |
| Рик Ван Несс       | поклонник Grateful Dead  |
| Баз Сторч          | новый владелец магазина  |
| Дэн Хаггарти       | Джейк                    |
| Масагуа            | бойцовый пёс             |
| Баффало            | бродячая собака          |

## Съёмочная команда
Девушку, приносившую ветерану еду и ящик с инструментами, сыграла жена Кэррадайна Барабара Херши. Владельца скобяной лавки — отец Барбары Херши Арнольд Херцштайн, а шерифа города сыграл старший брат Кэррадайна Брюс. Майка сыграл Майкл Грин, который был приглашённым гостем в двух эпизодах телесериала Кэррадайна Кунг-Фу. Одного из подростков-хулиганов сыграл Джон Блис Бэрримор — друг Кэррадайна и частый гость в сериале Кунг-Фу..
Дэн Хаггерти, снимавшийся в телесериале Жизнь и времена Гриззли Адамса, является хозяином бойцовой собаки и сыграл роль её тренера, а также работал над сценографией и восстановлением карусели.
Роберт Кэррадайн, младший единокровный брат Дэвида, помогал с операторской работой. Грег Уолкер, бывший координатор трюков для Кунг-Фу, также занимался постановкой трюков для этого фильма и сыграл одного из городских хулиганов. Фрэн Райан, с которой Кэррадайн познакомился в 1980 во время совместной работы над Скачущими издалека, сыграла полковника в сцене, которая была снята через несколько лет после основных съёмок. Клэр Таунсенд, являющаяся одной из руководителей United Artists, которая помогла профинансировать фильм, сыграла лейтенанта. Рик Ван Несс, занимавшийся поиском места для съёмок и работавший продакшн-менеджером фильма, сыграл роль поклонника Grateful Dead, подбросившего главного героя на своей машине.
Калиста Кэррадайн, дочь Дэвида, спела основную песню фильма «Around» в начале вступительных титров. В конце фильма звучит песня, написанная и исполненная Дэвидом Кэррадайном. Бродячую собаку сыграл пёс Кэррадайна Баффало. Некоторые жители Дрери, Канзас, сыграли в фильме самих себя.

## Производство
В 1969 году на съёмочной площадке Небес с ружьями Дэвид Кэррадайн познакомился с Барбарой Херши и у них завязались романтические отношения. Сценарист фильма Ричард Карр рассказал паре то, что он назвал «сказкой на ночь». Кэррадайн вспоминает это как «история о карусели». Несколькими годами позже, после финансового успеха Кэррадайна с собственным телесериалом Кунг-Фу, он решил что хочет превратить эту историю в фильм. Он связался с Карром, который оберегал права на рассказ Генри Мортона Робинсона, и начал писать сценарий. Он сказал Кэррадайну что рассказ более запутанный нежели рассказанная им история. На что Кэррадайн ответил: «Я хочу снять сказку на ночь».
Кэррадайн основал съёмочную компанию, которую назвал 'Kansas Flyer'. На свалке в Лос-Анджелесе он приобрёл поломанную карусель и несколько поломанных лошадей в Канзас-Сити. Затем вместе со своей командой он отправился в Дрери. Оригинальным рабочим названием фильма было Around. Во время поиска подходящего оформления для титров фильма Кэррадайн нашёл стиль титров под названием Americana. «Я пытался понять, на что это будет похоже, если фильм будет называться Around. Неожиданно я сказал себе: „Зачем я делаю это, в конце концов? Ответ же прямо перед моими глазами“. Я вызвал дизайнера и сказал ему, что меняю название на Americana».
Кэррадайн профинансировал большую часть проекта, который стоил меньше миллиона долларов, сам. Он заявил, что целью его других актёрских работ было получение средств для съёмок своих независимых проектов, творческое решение которых он сможет контролировать. Кэррадайн сказал, что он даже продал свой гонорар, полученный за Кунг-Фу, чтобы найти денег для своих собственных проектов, и в результате погряз в долгах.. Он также просил совета у режиссёров, с которыми работал, включая Мартина Скорсезе и Ингмара Бергмана. Как заявил Кэррадайн: «Чудесная вещь в работе с хорошими режиссёрами — это возможность использовать их мозги в моих собственных фильмах» Используя своё свободное время для монтажа фильма, в 1981 году Кэррадайн закончил проект, чтобы представлять его на кинофестивалях.
Однако произошла неудача с прокатом. United Artists, которые владели правами на фильм, сменили руководство и новые владельцы не были заинтересованы в его продвижении. Кэррадайн выкупил у них обратно права на фильм и начал поиски дистрибьютора. Американой заинтересовалась компания Crown International, специализирующаяся на подростковых Эксплуатационных фильмах. За две недели до запланированного выпуска фильма Кэррадайн всё ещё снимал некоторые дополнительные сцены.
Ещё одна проблема возникла, когда представители Американской ассоциации кинокомпаний дали фильму рейтинг «R» (лица до 17 допускаются на фильм лишь с родителями), объяснив это тем, что звук перелома шеи собаки звучит слишком громко. Кэррадайн заявил, что изменит это и вернулся с фильмом через несколько недель. В этот раз фильм получил более мягкий рейтинг «PG», который и хотел Кэррадайн, при этом ничего не изменив.